# 三本木町 (青森県)
三本木町（さんぼんぎまち）は、1910年から1955年まで、青森県上北郡にあった町である。現在の十和田市の中心部にあたる。

## 沿革
- 1889年（明治22年）4月1日 - 町村制施行により上北郡三本木村、赤沼村、切田村が合併し、三本木村（さんぼんぎむら）が発足。
- 1910年（明治43年）9月1日 - 町制施行し三本木町となる。
- 1955年（昭和30年）2月1日 - 上北郡大深内村、藤坂村と合併し、市制施行し三本木市となり消滅。

## 施設など
- 三本木税務署
- 三本木地区警察署
- 三本木保健所
- 大三沢公共職業安定所三本木分室
- 三本木簡易裁判所
- 電電公社三本木電報電話局
- 三本木郵便局
- 切田郵便局
- 三本木高等学校（全日制・定時制）
- 三本木中学校
- 切田中学校
- 夏間木中学校
- 三本木小学校
- 北園小学校
- 一本木沢小学校
- 中陬小学校
- 上切田小学校
- 下切田小学校
  - 他多数

## 郷土史等
- 川合勇太郎『三本木平と其開拓以前：上北郡郷土資料』（私家版、1929年）
- 川合勇太郎『三本木平開拓小史』（青森県三本木町：新渡戸翁顕彰会、1936年）
- 川合勇太郎『太素新渡戸傳翁』（青森県三本木町：新渡戸翁顕彰会、1936年）